# Fate (revista)
Fate es una revista estadounidense sobre fenómenos paranormales cofundada en 1948 por Raymond A. Palmer —editor de Amazing Stories— y Curtis Fuller. Tras suspender su publicación impresa en julio de 2009, lanzó un nuevo sitio web en enero de 2010 con noticias, artículos y blogs escritos por expertos e investigadores de lo paranormal.
Promovida como «la revista líder mundial de lo paranormal», ha publicado opiniones de expertos y experiencias personales relacionadas con ovnis, habilidades psíquicas, fantasmas y encantamientos, criptozoología, medicina alternativa, métodos de adivinación, creencia en la vida después de la muerte, fenómenos forteanos, sueños predictivos, telepatía mental, arqueología, advertencias de muerte y otros temas paranormales.
Aunque Fate está dirigida a un público popular y tiende a enfatizar anécdotas personales sobre lo paranormal, el escritor estadounidense y frecuente colaborador Jerome Clark ha señalado que la revista cuenta con una cantidad sustancial de estudios serios e investigaciones, y ocasionalmente afirmaciones dudosas que fomentan el escepticismo, tales como artículos relacionados con la Atlántida, el Triángulo de las Bermudas o experiencias relacionadas con Amityville Horror.